# Naila
Naila is een plaats in de Duitse deelstaat Beieren, gelegen in het Landkreis Hof. Het stadje telt 7.590 inwoners.

## Delen van de gemeente

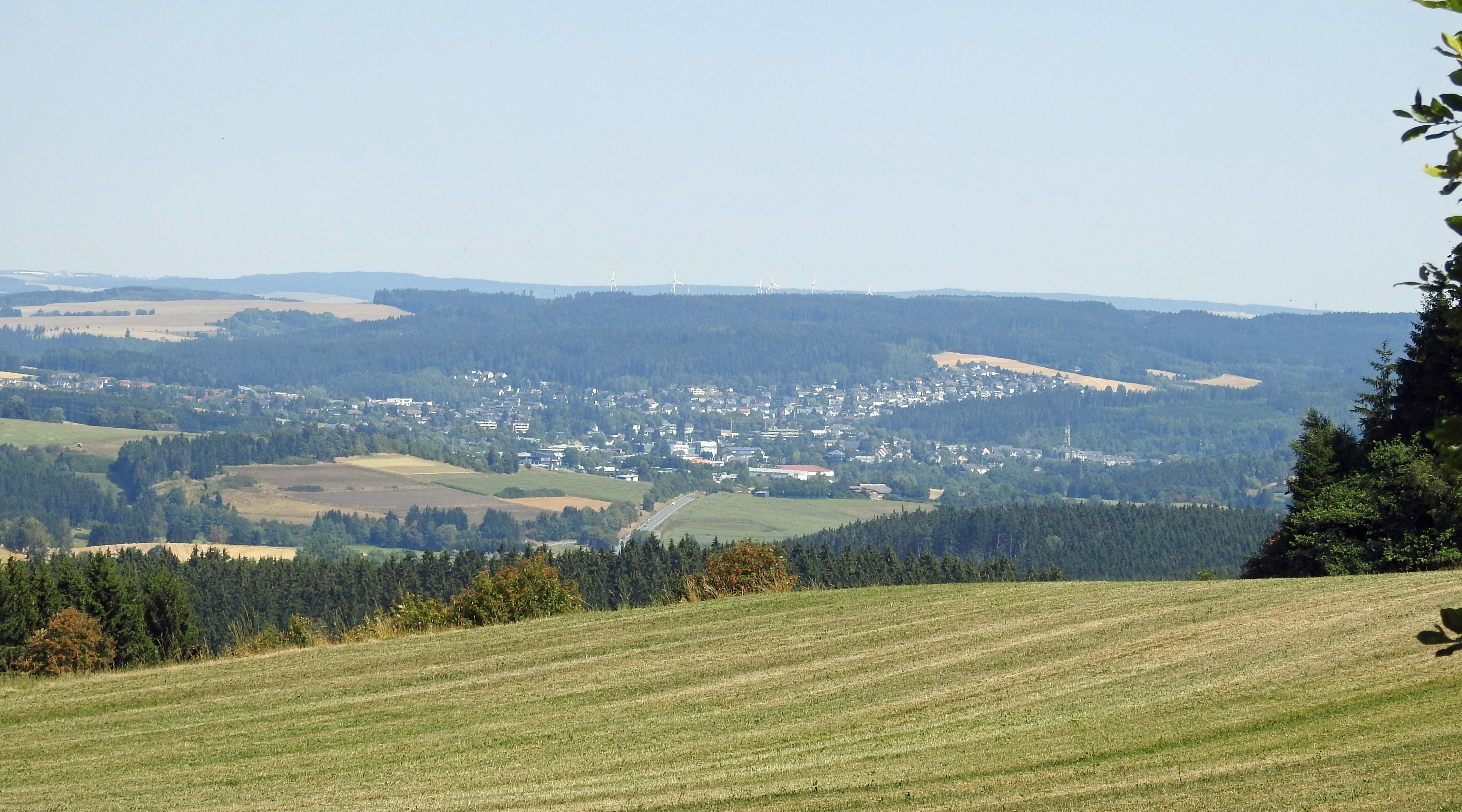
Gezicht op Naila
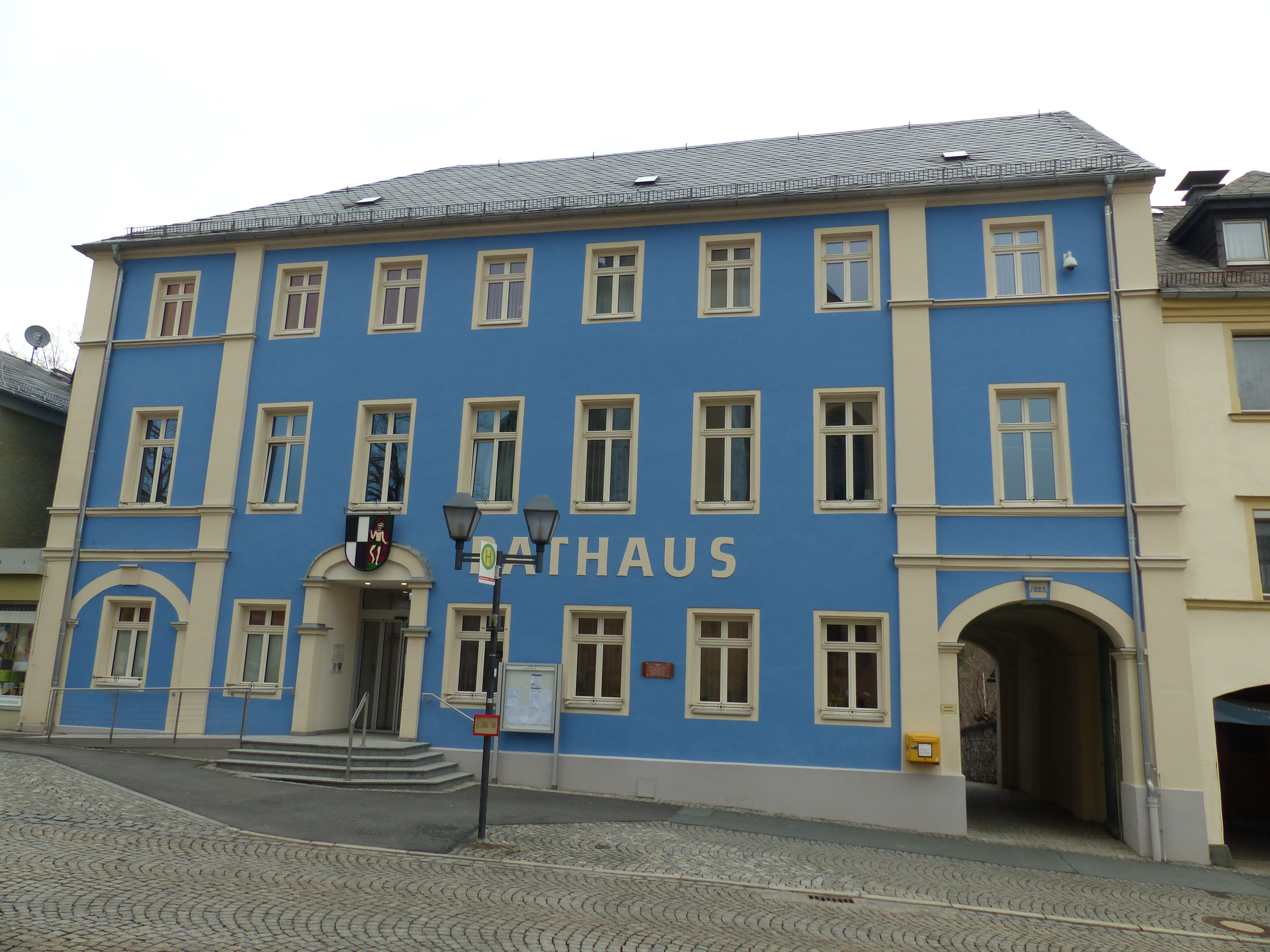
Stadhuis

De stad Naila bestaat uit 37 Gemeindeteile:
- De stad Naila, hoofdplaats van de gemeente
- Het parochiedorp Marlesreuth (5 km ten zuiden van het stadje, met in 2000 ruim 800 inwoners)
- De twee kerkdorpen Lippertsgrün (5 km ten ZW van Naila) en Marxgrün (4 km ten NNW van Naila)
- De vier dorpen  Brand, Culmitz, Hölle (Naila) en Kleinschmieden
- Het stadsdeel Naila-Froschgrün, tegen de noordoostkant van het stadje aan
- De 13 gehuchten Bärenhaus, Culmitzhammer , Döbrastöcken, Dreigrün, Einsiedel,  Erbsbühl (hintere), Froschbach, Hügel, Kalkofen, Linden, Nestelreuth, Schneckengrün en Schottenhammer
- De 14 Einöden[2] Bärenhäuser, Erbsbühl, Finkenflug, Garles, Marmormühle, Mittelklingensporn, Molkenbrunn, Oberklingensporn, Pechreuth I en II, Reutberg, Schleifmühle, Unterklingensporn en Weidstaudenmühle
- De ten zuidwesten van het stadje gelegen inrichting Martinsberg, een kerkelijke zorginstelling, gericht op verstandelijk en lichamelijk gehandicapte kinderen en tieners.

## Geografie
Naila heeft een oppervlakte van 37,05 km² en ligt in het Beierse middelgebergte Frankenwald.  Naila ligt aan een riviertje, de Selbitz, dat een bijna 37 km lang linker zijriviertje van de Saale is.
De dichtstbijzijnde grotere stad is Hof, dat ongeveer 18 km ten oosten van Naila ligt.

### Buurgemeentes
Beginnend in het noordwesten, tegen de wijzers van de klok in; zie ook het kaartje in het kader:
- Lichtenberg (Opper-Franken)
- Bad Steben
- Gemeentevrij gebied Gerlaser Forst
- Schwarzenbach am Wald
- Schauenstein
- Selbitz
- Berg (Opper-Franken) (gemeenschappelijke grens is slechts enkele honderden meters lang)
- Issigau

Alle buurgemeentes van Naila liggen in de Landkreis Hof.

### Infrastructuur

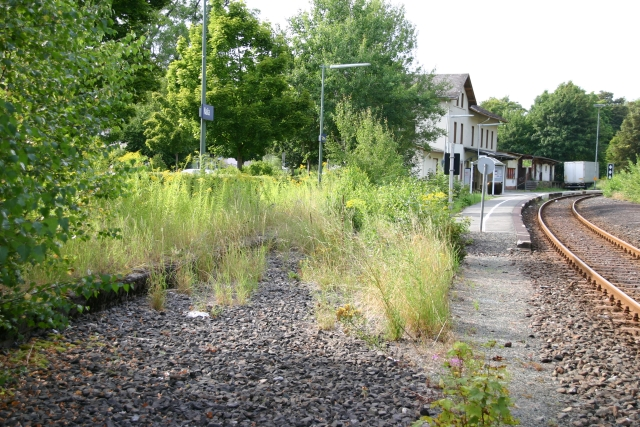
Station Naila. Links het opgebroken spoor naar Schwarzenbach am Wald.

Ten zuiden van het stadje Naila langs loopt de Bundesstraße 173, de belangrijkste verkeersader van de gemeente. De dichtstbij gelegen aansluiting op het Autobahnen-net is afrit 32 op de Autobahn A9, 8 km oostwaarts langs Selbitz. Anderhalve kilometer ten zuiden van deze afrit ligt aan de A9 het knooppunt Dreieck Bayerisches Vogtland, waar de Autobahn A72 richting Chemnitz begint.
Naila ligt aan de spoorlijn Bad Steben - Bayreuth van de maatschappij agilis. In de gemeente liggen aan deze lijn de drie stationnetjes Naila, Station Marxgrün en Höllental of Höllenthal (de spelling van deze stationsnaam is wisselend). Eén keer per uur stoppen hier stoptreinen in beide richtingen.
Van 1910 tot 1973 (voor goederenvervoer tot 1994) bestond een spoorlijntje van Naila naar Schwarzenbach am Wald. Dit heeft inmiddels plaats gemaakt voor een fietspad.

## Economie
Aan de zuidoostrand van het stadje ligt het gehucht Linden, dat grotendeels bestaat uit een bedrijventerrein voor lokaal en regionaal midden- en kleinbedrijf. Direct ten noorden van dit bedrijventerrein staan de Kliniken Hochfranken, een groot ziekenhuis.
In het dorp Hölle staat een fabriek en bottelarij van mineraalwater.
Vanwege het natuurschoon in de omgeving kent Naila enig toerisme.

## Geschiedenis
Naila ontstond in de middeleeuwen. De herkomst van de plaatsnaam is onbekend. Reeds vóór het jaar 1000 woonden in de omgeving van het huidige Naila mensen, die ook ijzererts dolven, mogelijk Kelten of later leden van Slavische volkeren. Van de 11e tot de 14e eeuw trokken groepen Duitsers uit o.a. Thüringen het gebied binnen, rooiden bos en begonnen boerderijen. In een document van de landvoogden van het Vogtland uit het midden van de 14e eeuw is sprake van een stadje Neulins, dat mogelijk het huidige Naila is, maar dat is niet zeker. Al in 1529 werd Naila door de Reformatie een luthers stadje; de landheren hadden voor het protestantisme gekozen, en de bevolking ging dus, zoals in die tijd gebruikelijk, daarin mee.
Markgraaf Johan van Brandenburg-Kulmbach van het Vorstendom Bayreuth verleende Naila in 1454 stadsrechten. Naila was toen een regionaal belangrijke marktplaats. In de late 15e eeuw kwam de mijnbouw van o.a.. koper op als bloeiende bedrijfstak. Eén van de mijnen was zo rijk, dat deze naar de bijbelse koning Salomo genoemd werd. Een andere mijn, waar goed ijzererts gewonnen werd, droeg de naam Wilder Mann. De wildeman in het stadswapen van Naila is een symbool voor succesvolle mijnbouw. De mijnbouw bracht ook de vestiging van andere ambachten met zich mede, o.a. schoenmakerijen en textielnijverheid; mijnwerkers hebben nu eenmaal bedrijfskleding en -schoeisel nodig. De fabricage van zowel kleding als schoenen duurde tot in de 20e eeuw. De mijnbouw was intussen al in de 18e eeuw gestaakt wegens uitputting van de ertsvoorraden. Ook had het stadje in de Dertigjarige Oorlog (1618-1648) veel oorlogsellende mee moeten maken.
In augustus 1862 werd Naila door een stadsbrand grotendeels verwoest, en daarna herbouwd. In 1887 kreeg het aansluiting op het spoorwegnet, wat de industrialisering inluidde. Modernere schoenen- en textielfabrieken ontstonden en kwamen tot bloei. Deze industrie verdween vanwege buitenlandse concurrentie in de periode 1990-2000 weer.
Aan het eind van de Tweede Wereldoorlog, in het voorjaar van 1945, kwamen te Naila ten minste 9 gevangenen uit concentratiekamp Buchenwald om het leven. Leden van de SS hadden deze mensen, die op een dodenmars waren gestuurd, doodgeslagen. Op 14 april 1945 viel het stadje zonder strijd in Amerikaanse handen. Na de oorlog was enige tijd een fabriek van textielmachines te Naila gevestigd. Dit was tevens een praktijkopleidingslocatie voor machinebouwkundige ingenieurs.
Op 6 september 1979 kwam Naila in het nieuws, doordat een zelfgemaakte luchtballon met aan boord 4 volwassenen en 4 kinderen uit de DDR er op een veld landde. Deze mensen, afkomstig uit Pößneck, waren het Oost-Duitse communistische regime ontvlucht. De ballon is nog te zien in het plaatselijke museum van Naila.

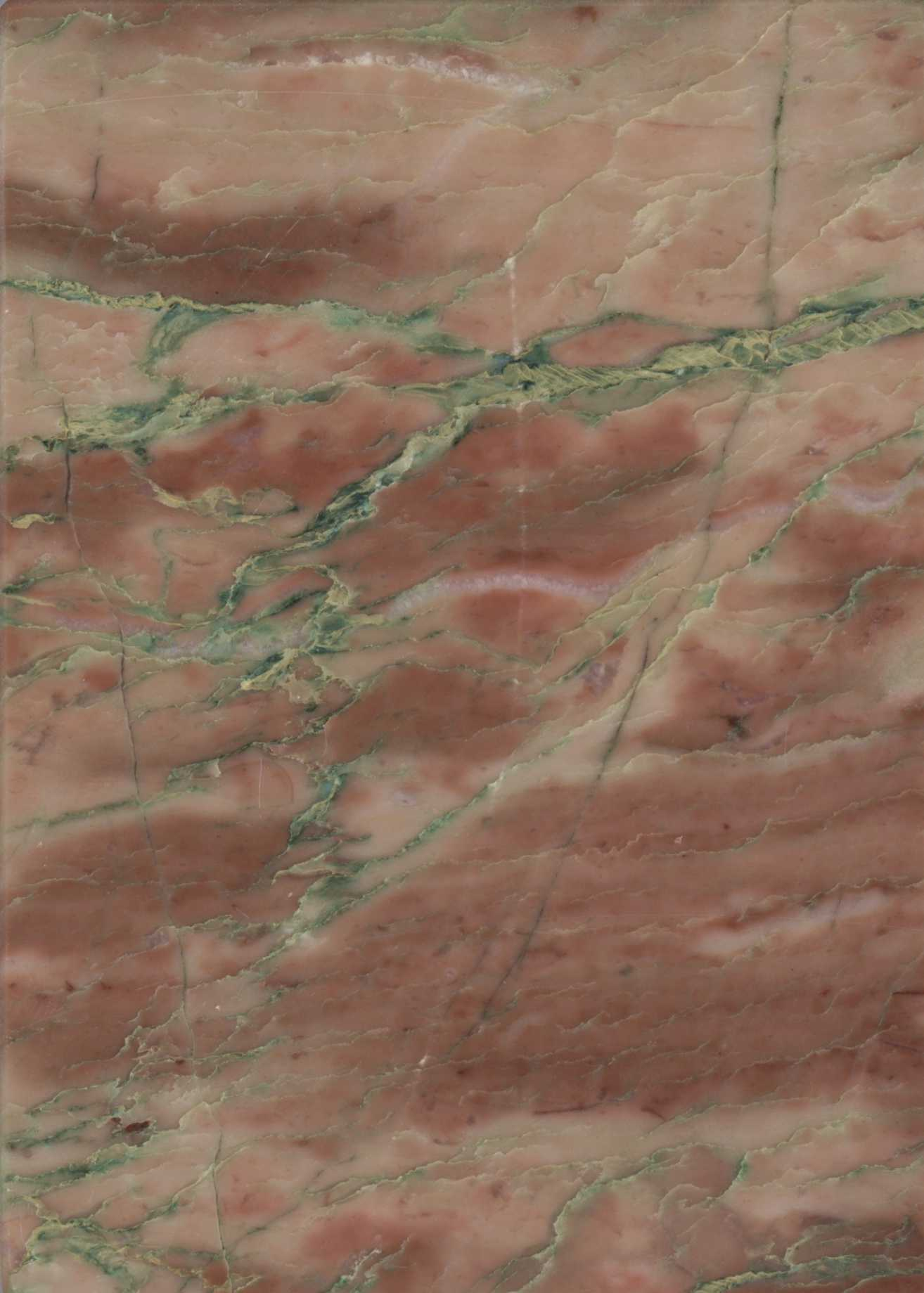
Horwagener of Marxgrüner marmer

Het dorpje Marxgrün werd vanaf het begin van de 19e eeuw bekend vanwege de marmergroeve in het 4 km zuidwestwaarts gelegen Horwagen, gemeente Bad Steben. Omdat dit marmer tientallen jaren lang per trein vanuit station Marxgrün verder werd vervoerd, wordt het fraaie,  rood-groen dooraderde gesteente zowel Marxgrüner Marmor als Horwagener Marmor genoemd. Grootschalige winning van dit gesteente vindt niet meer plaats; de groeve staat gedeeltelijk onder water, en er loopt een wandelpad met informatiepaneel langs de voormalige groeve. Overigens is het gesteente, dat circa 370 miljoen jaar oud is, geen marmer maar een iets ander soort kalksteen.

## Bezienswaardigheden
Bij het dorpje Hölle begint het om zijn natuurschoon bezienswaardige Höllental. Een circa 8 km lange wandelroute loopt van Hölle noordwaarts richting Blankenstein (Thüringen).
Het barokke, evangelisch-lutherse St. Simon- en Judaskerkje van Marlesreuth heeft een grotendeels uit het jaar 1717 daterend interieur.
Naila beschikt over een streekmuseum, dat in een voormalige schoenfabriek is gevestigd.

## Afbeeldingen

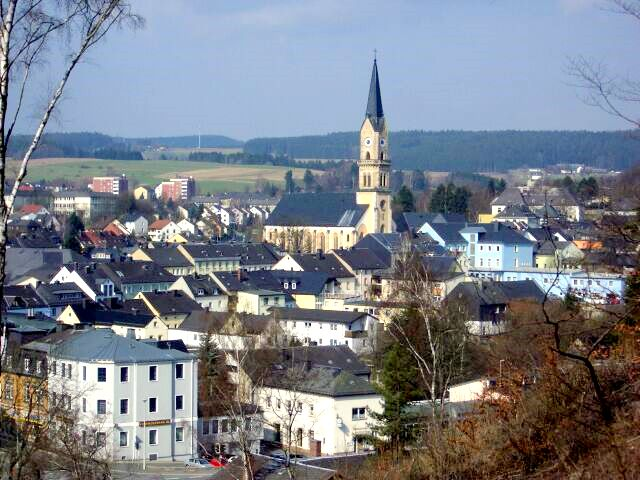
Gezicht op het centrum van Naila
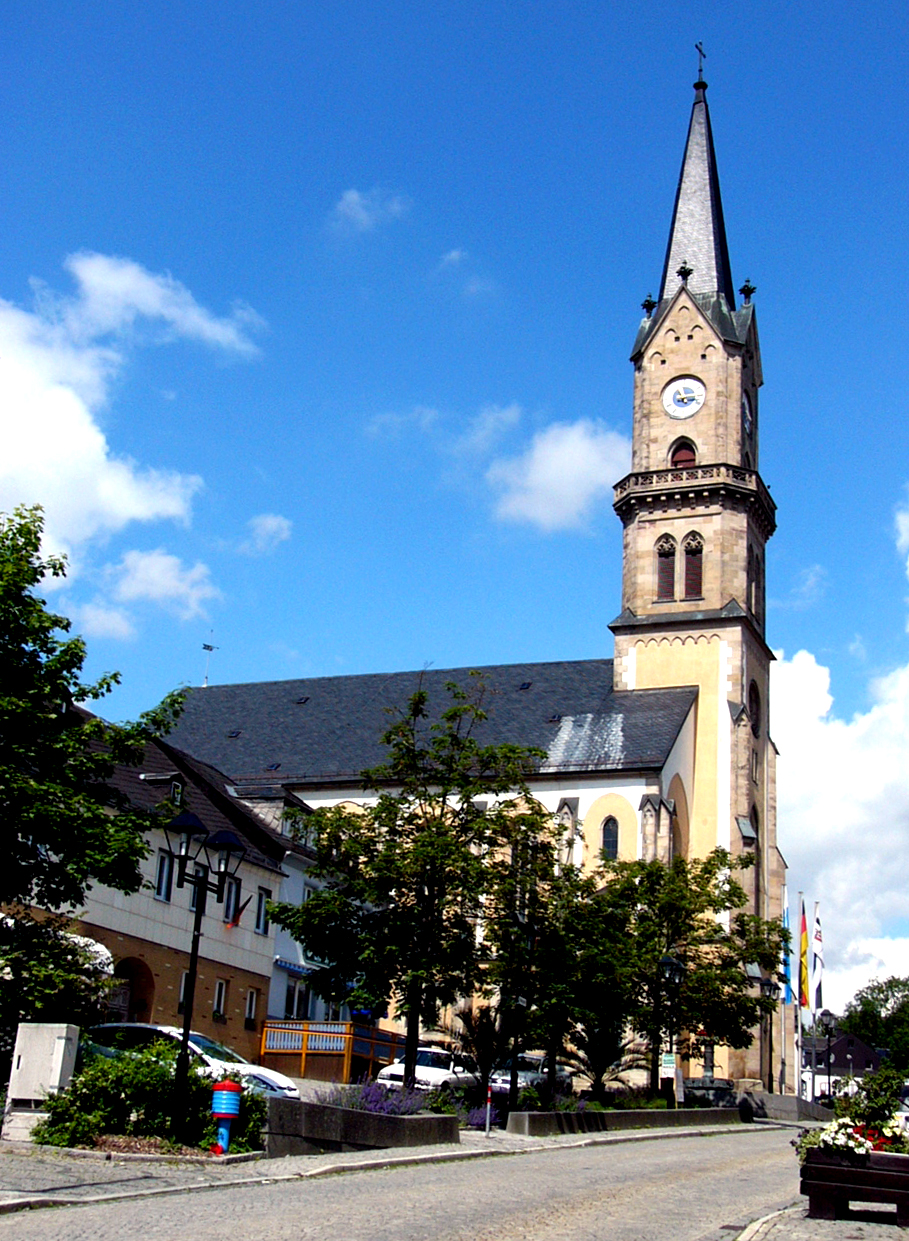
Evang.-lutherse stadskerk (1871), Naila
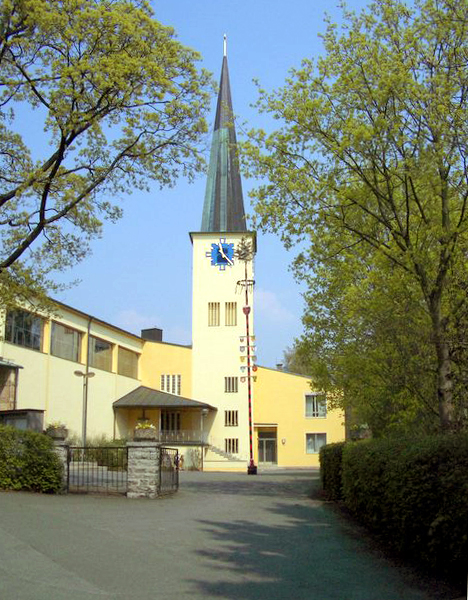
Rooms-katholieke kerk Verheerlijking van Christus (1962), Naila
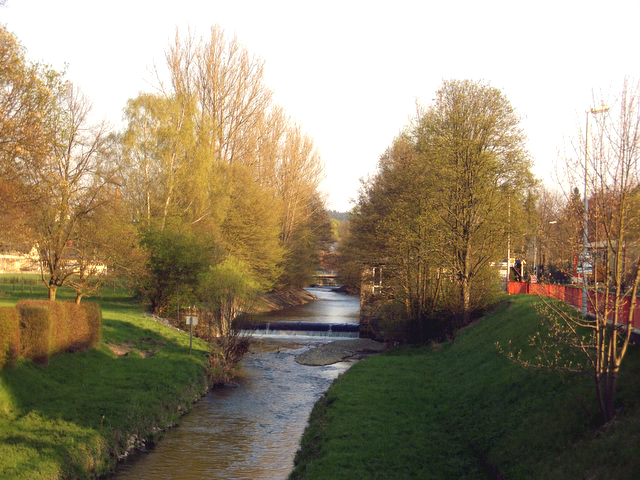
Stuw in het riviertje Selbitz bij het station van Naila
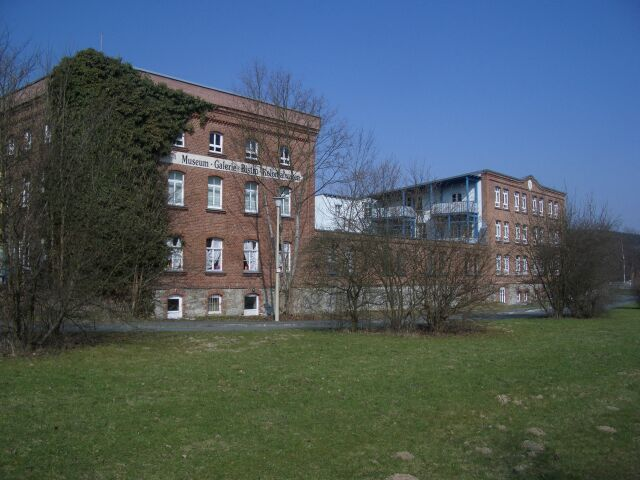
Museum van Naila in de voormalige schoenfabriek
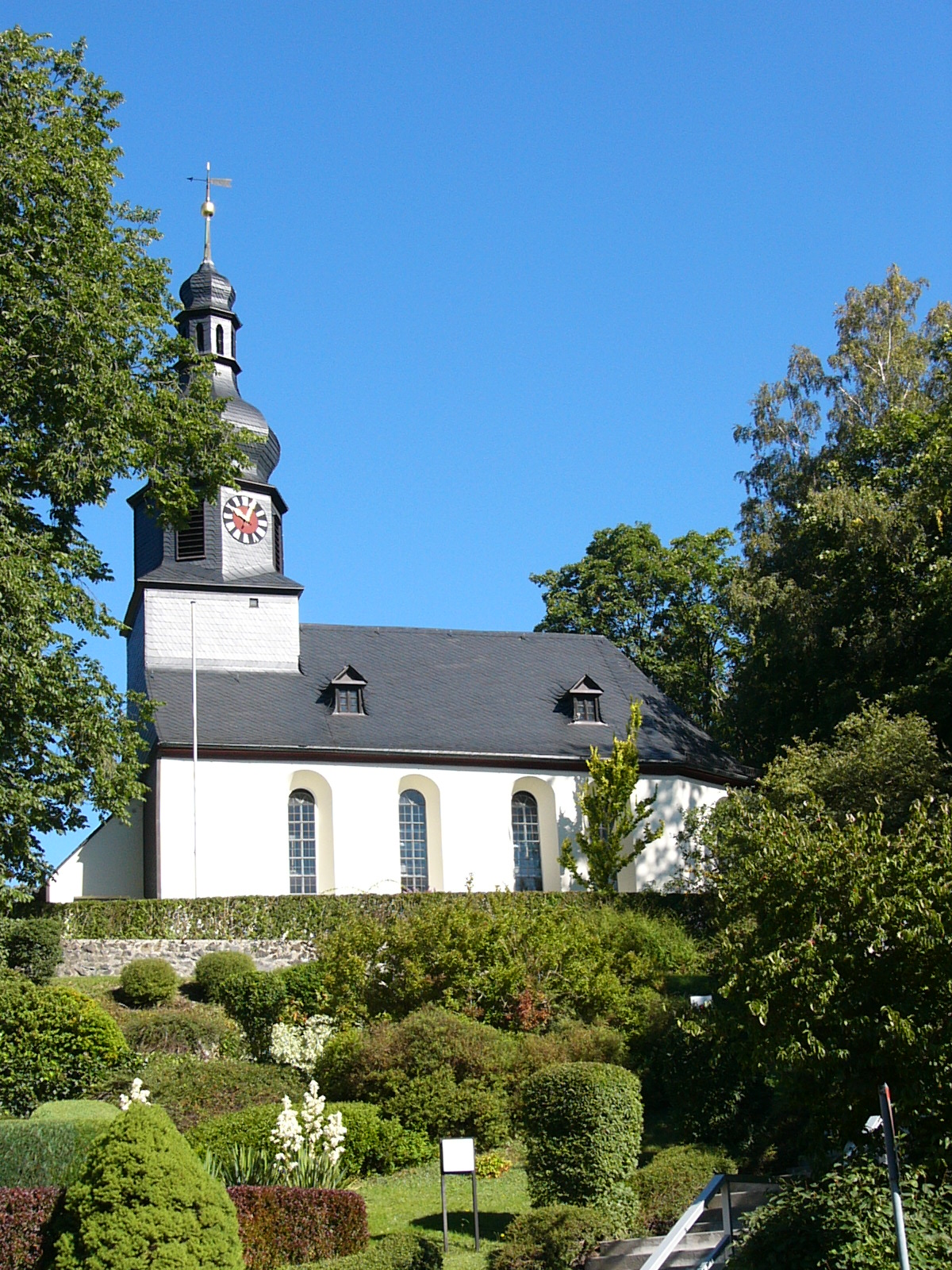
St. Simon- en Judaskerkje van Marlesreuth
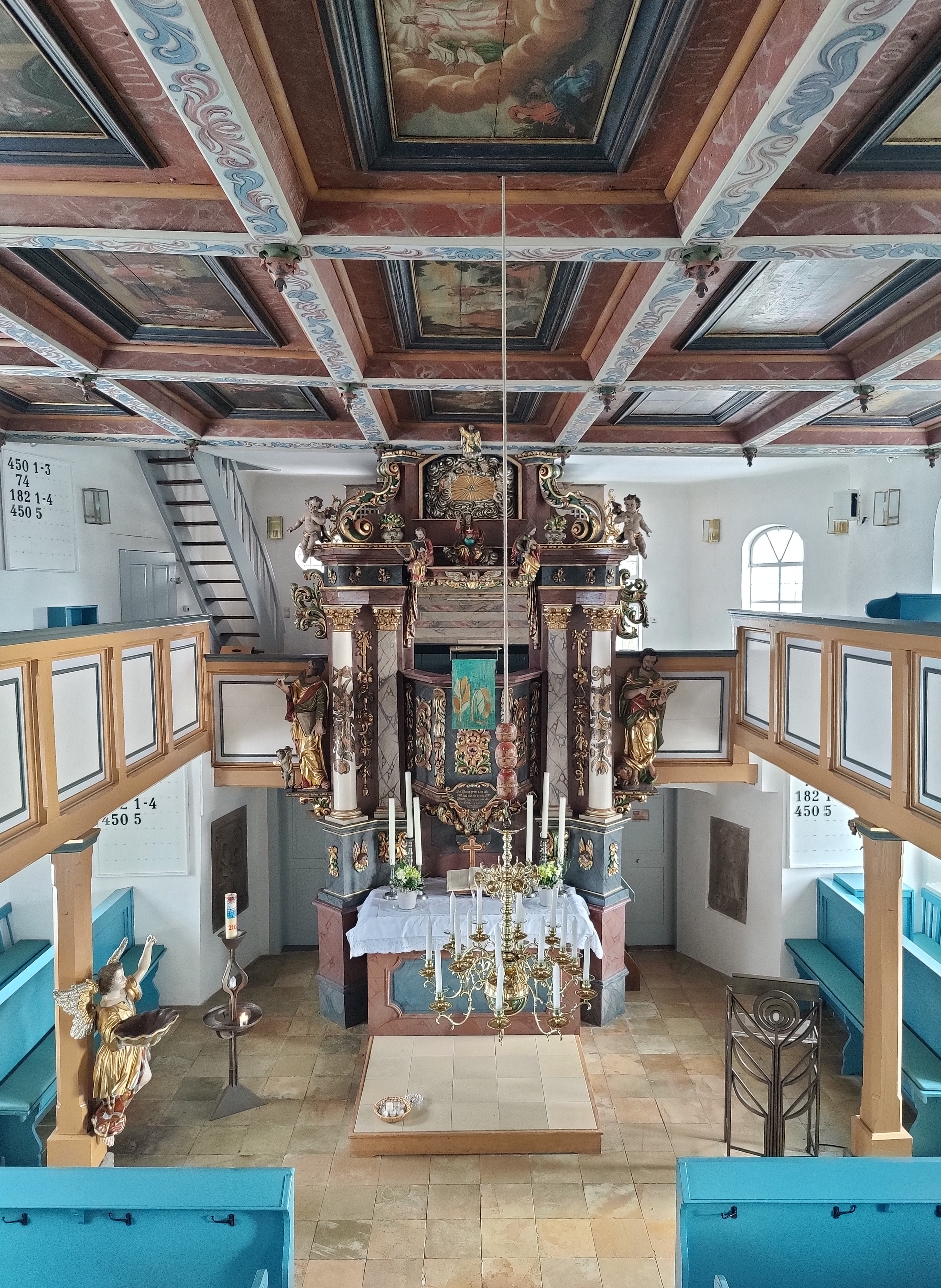
Idem, interieur
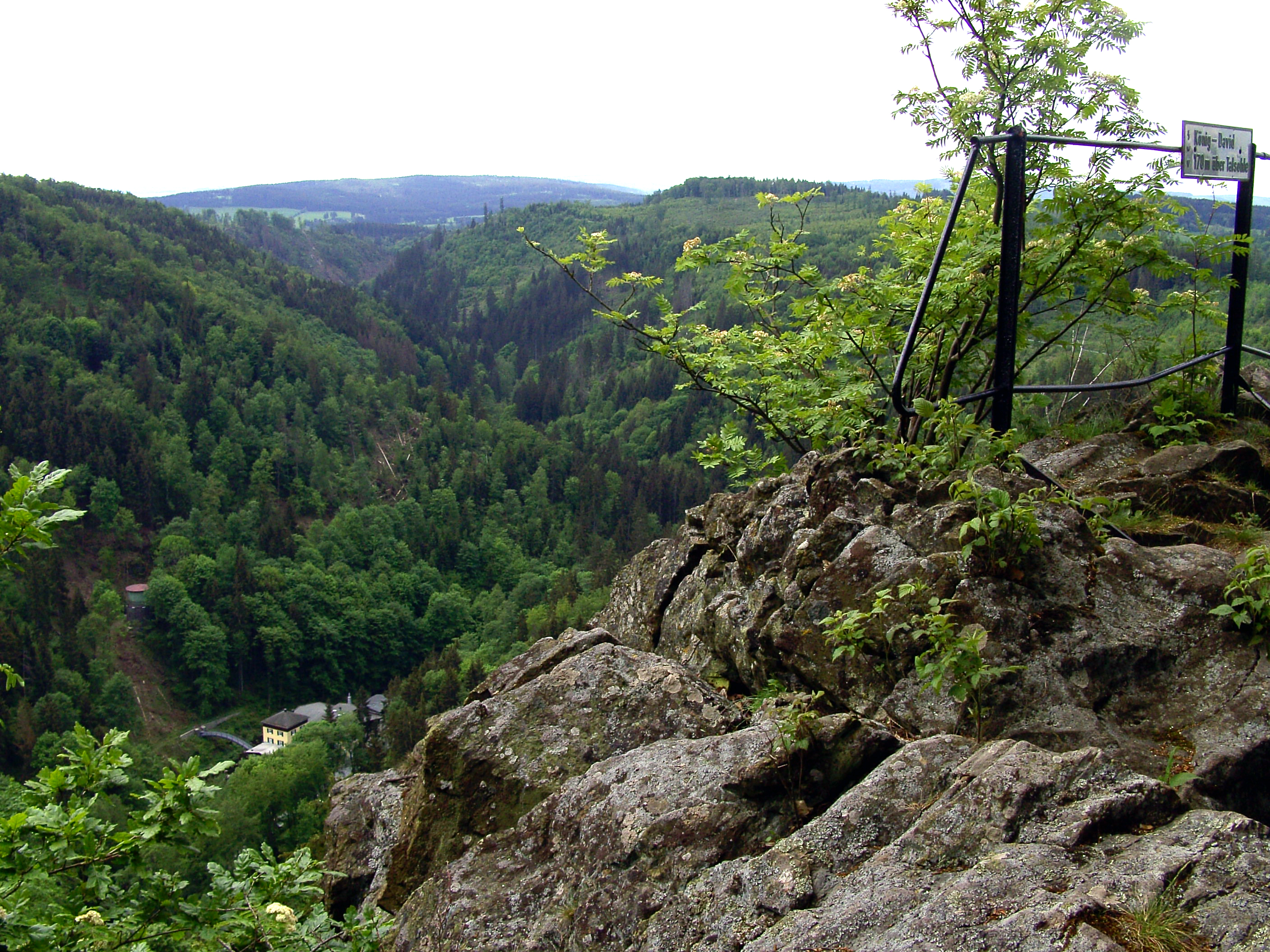
Uitzichtpunt König David in het Höllental
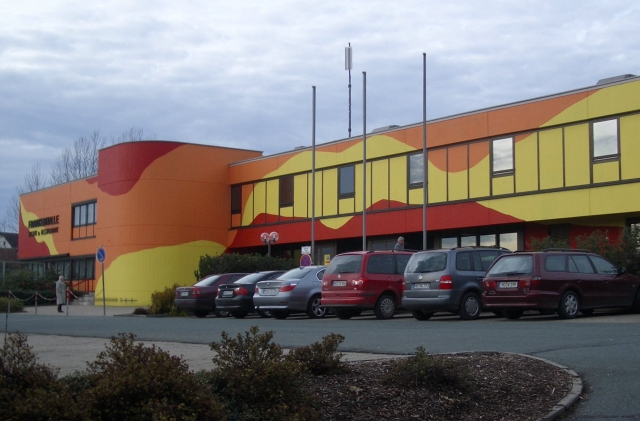
Sport- en evenementenhal Frankenhalle (1977)

## Geboren te Naila
- Hans-Peter Friedrich (10 maart 1957), politicus van de CSU, oud-minister.
- Felix Vörtler (21 juni 1961), tv-acteur, vooral in detectivefilms

Bad Steben ·
Berg ·
Döhlau ·
Feilitzsch ·
Gattendorf ·
Geroldsgrün ·
Helmbrechts ·
Issigau ·
Köditz ·
Konradsreuth ·
Leupoldsgrün ·
Lichtenberg ·
Münchberg ·
Naila ·
Oberkotzau ·
Regnitzlosau ·
Rehau ·
Schauenstein ·
Schwarzenbach a.Wald ·
Schwarzenbach a.d.Saale ·
Selbitz ·
Sparneck ·
Stammbach ·
Töpen ·
Trogen ·
Weißdorf ·
Zell